# Joan Maloof

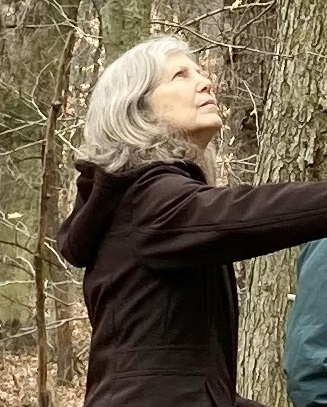
Joan Maloof em 2022

Joan Maloof (nascida em 1956/1957u) é uma activista ambiental e autora americana. Ela fundou a Old-Growth Forest Network em 2012.
Maloof foi criado em Delaware. O seu pai era engenheiro químico. Ela é autora de cinco livros. O seu primeiro, Ensinando as Árvores, foi publicado em 2005, e o segundo, Entre os Antigos, em 2011. Em 2017, ela publicou The Living Forest com o fotógrafo Robert Llewellyn .
Ela é professora emérita da Universidade de Salisbury .